# Date A Live The Movie: Mayuri Judgement
Date A Live The Movie: Mayuri Judgement (名劇場版 デート ア ライブ 万由里ジャッジメント?, Gekijōban Dēto A Raibu: Mayuri Jajjimento, lett. "Date A Live il film: Il giudizio di Mayuri") è un film d'animazione giapponese del 2015, diretto da Keitaro Motonaga. Si tratta del primo film basato sulla light novel Date A Live di Kōshi Tachibana. Il film è stato prodotto da Production IMS e distribuito da Kadokawa. La sceneggiatura è stata scritta dallo stesso Tachibana. L'annuncio del film è avvenuto nel giugno 2014, subito dopo il decismo episodio della seconda stagione di Date A Live, mentre il titolo è stato rivelato a dicembre. Il film è stato distribuito nelle sale cinematografiche giapponesi il 22 agosto 2015, incassando oltre 200 000 dollari a livello globale. Nell'aprile 2015, Sora Amamiya si è unita al cast per interpretare il nuovo personaggio di Mayuri, mentre il resto del cast originale della serie televisiva è tornato a ricoprire i propri ruoli. La trama ruota attorno a una misteriosa sfera gigante che appare sopra la città di Tengu, mentre Shido Itsuka incontra una ragazza misteriosa.

## Trama
Shido e gli Spiriti stanno assistendo a un concerto dal vivo di Miku. Dopo il concerto, Shido e gli altri vanno tutti a una piscina privata riservata da Miku. Il giorno successivo, Shido vede una sfera gigante nel cielo. Il ragazzo si accorge di essere il solo a vederla fisicamente, tuttavia gli apparecchi della Fraxinus riescono a rilevare la presenza della sfera. Dopo un'ulteriore analisi Shido e Kotori scoprono che la sfera emette onde simili a quelle degli Spiriti. Per far scomparire la sfera, Reine suggerisce a Shido di andare ad un appuntamento con ciascuno degli Spiriti. Questo metodo si dimostra efficace, visto che dopo ogni appuntamento le onde spirituali che compongono la sfera scompaiono. Durante gli appuntamenti, tuttavia, Shido si accorge della presenza di una ragazza che appare verso la fine di ognuno di essi. Dopo aver completato tutti i suoi appuntamenti, la ragazza che si chiama Mayuri si rivela a Shido e spiega al ragazzo di essere uno Spirito creato dalla coscienza collettiva degli Spiriti da lui sigillati, e che la sfera in cielo è il suo Angelo Kerubiel. Mayuri rivela che lei è una sorte di osservatore.
Lei è stata creata per controllare l'equilibrio tra lui e gli Spiriti, e nel caso prendere i provvedimenti necessari. Tuttavia mentre Mayuri e Shido stanno parlando, Kerubiel impazzisce, cominciando ad attaccare Shido e gli altri Spiriti. Mayuri si rende conto che Kerubiel sta rispondendo ai suoi sentimenti di gelosia. Durante la battaglia l'angelo imprigiona Mayuri in una gabbia; tuttavia, Shido alla fine riesce a distruggere la gabbia e liberarla utilizzando Sandalphon. In risposta, Kerubiel si trasforma in una nuova forma e continua la sua aggressione. In quel momento, l'Abito Astrale di tutti gli Spiriti inizia a entrare in risonanza con quello di Tohka. Dando così i loro poteri a Tohka, e ottenendo un nuovo Abito Astrale e nuovo Angelo. Tohka riesce ad assestare un colpo devastante a Kerubiel, tuttavia l'Angelo continua a rigenerarsi.
A questo punto per fermare Kerubiel, Mayuri bacia Shido riuscendo così a indebolire l'Angelo e permettendo a Tohka di sconfiggere Kerubiel. Tuttavia Mayuri comincia a scomparire, fatto dovuto che lei è nata dal potere di tutti gli altri Spiriti e quindi non ha un corpo fisico. Prima di scomparire tra le braccia di Shido gli dice che lei non è nata per scomparire ma bensì è nata per amarlo. Il film si conclude con Shido che discute con Tohka riguardo agli ultimi eventi, prima di venire interrotto da tutti gli altri Spiriti. Nel frattempo, presso il santuario dove Shido aveva il suo appuntamento con Yoshino, si sente brevemente la voce di Mayuri.

## Produzione
Nel giugno 2014, l'account Twitter ufficiale di Date A Live ha annunciato che la serie di light novel di Kōshi Tachibana avrebbe avuto un film anime, e lo stesso annuncio è stato mostrato al termine dell'episodio finale di Date A Live II (2014). Il sito ufficiale del franchise ha rivelato il titolo completo del film nel dicembre 2014. Nello stesso mese, il doppiatore di Shido Itsuka, Nobunaga Shimazaki, ha presentato la silhouette del personaggio principale, Mayuri, durante l'evento Date A Fest II. Il film si basa su una storia originale scritta da Tachibana, che ne è stato anche il supervisore. Keitaro Motonaga è stato rivelato come regista del film presso Production IMS nel marzo 2015, insieme allo sceneggiatore Hideki Shirane e ai character designer Satoshi Ishino e Koji Watanabe, che ha anche ricoperto il ruolo di direttore capo dell'animazione. Nell'aprile 2015 è stato annunciato che Mayuri sarebbe stata doppiata da Sora Amamiya, che si è unita al resto del cast originale della serie televisiva anime di Date A Live, che comprende Marina Inoue nel ruolo di Tohka Yatogami, Misuzu Togashi nel ruolo di Origami Tobiichi, Ayana Taketatsu nel ruolo di Kotori Itsuka, Iori Nomizu nel ruolo di Yoshino Himekawa, Asami Sanada nel ruolo di Kurumi Tokisaki, Maaya Uchida nel ruolo di Kaguya Yamai, Sarah Emi Bridcutt nel ruolo di Yuzuru Yamai e Minori Chihara nel ruolo di Miku Izayoi.

## Colonna sonora
Iori Nomizu, Misuzu Togashi, Kaori Sadohara e Misato, collettivamente sotto il nome del gruppo musicale Sweet Arms, sono state annunciate come interpreti della sigla di chiusura del film, intitolata Invisible Date, nel giugno 2015. La colonna sonora originale del film, composta da Go Sakabe, è stata pubblicata in Giappone il 14 ottobre 2015.

## Promozione
Un video promozionale per annunciare il film è stato pubblicato nel giugno 2014, seguito da una teaser visual nel marzo 2015. Nello stesso mese, Kadokawa ha promosso il film durante la sua mostra all'AnimeJapan 2015. Un teaser trailer del film è stato reso disponibile nell'aprile 2015. Durante la prevendita dei biglietti, gli acquirenti dei "Date Tickets" hanno ricevuto il libretto guida del film contenente un racconto prologo scritto da Tachibana, schizzi di Mayuri realizzati dall'illustratore delle light novel, Tsunako, una tabella delle relazioni tra i personaggi, riassunti delle due stagioni della serie anime, un profilo della città di Tengu e un'anteprima degli storyboard del film. Un nuovo trailer del film è stato pubblicato nel luglio 2015. Tra i partner promozionali del film figurano Circle K Sunkus, Karaoke no Tetsujin e Bean & Pop.

## Distribuzione
Date A Live The Movie: Mayuri Judgement è stato distribuito in Giappone il 22 agosto 2015. Il film è stato proiettato all'Anime Festival Asia di Giacarta, dal 25 al 27 settembre 2015.
Successivamente, il film è stato pubblicato in Blu-ray e DVD in Giappone il 26 febbraio 2016. Questa edizione incluse un romanzo di 128 pagine scritto da Kōshi Tachibana, intitolato Mayuri Around & Tohka Notice (万由里アラウンド／十香ノーティス?, Mayuri Araundo & Tōka Nōtisu), che è stato inizialmente regalato agli spettatori della prima. Funimation ha pubblicato in streaming il film negli Stati Uniti, in Canada, nel Regno Unito, in Australia e in Nuova Zelanda il 21 settembre 2021. Inoltre, Crunchyroll ha aggiunto il film al proprio catalogo l'11 febbraio 2023.

## Accoglienza
Date A Live The Movie: Mayuri Judgement ha incassato 242 284 dollari in Giappone e 5 542 dollari in Malesia, per un totale mondiale di 247 826 dollari. Il film ha guadagnato 29 milioni di yen nel weekend di apertura in Giappone, piazzandosi al tredicesimo posto del box office dietro ad Aikatsu! Music Award: Minna de shō o moraccha ima Show! (2015).